# Camponotus kosswigi
Camponotus kosswigi é uma espécie de inseto do gênero Camponotus, pertencente à família Formicidae.